# Casi Ángeles en vivo teatro Gran Rex (2008)
Casi Ángeles en vivo teatro Gran Rex è il primo album dal vivo del gruppo musicale argentino TeenAngels, pubblicato il 18 agosto 2008.

## Tracce
1. Apertura/Señas tuyas/Ángeles del mundo – 7:37
2. Casi Ángeles (dance) – 3:46
3. Puede ser/Nenes bien – 5:31
4. Nena – 3:47
5. Escaparé – 1:36
6. Hay un lugar/Valiente – 4:06
7. Un paso – 3:35
8. El espejo – 3:29
9. A ver si pueden – 2:49
10. Dos ojos + Tormenta/Río de besos/Guarda tu fé – 8:01
11. De cabeza – 2:10
12. No más goodbye – 2:11
13. No te rindas/Tan alegre el corazón – 6:44
14. A decir que sí – 3:34
15. Estoy listo + Estoy listo finale – 6:13

## Formazione
Gruppo
- Peter Lanzani – voce
- Lali Espósito – voce
- China Suárez – voce
- Gastón Dalmau – voce
- Nicolás Riera – voce

Con la partecipazione di
- Emilia Attias – voce
- Nicolás Vázquez – voce
- Pablo Martínez – voce
- Rocío Igarzábal – voce
- María del Cerro – voce
- Candela Vetrano – voce
- Agustín Sierra – voce